# Coenosia morops
Coenosia morops este o specie de muște din genul Coenosia, familia Muscidae. A fost descrisă pentru prima dată de Seguy în anul 1938.
Este endemică în Kenya. Conform Catalogue of Life specia Coenosia morops nu are subspecii cunoscute.